# Sebastian Scobel

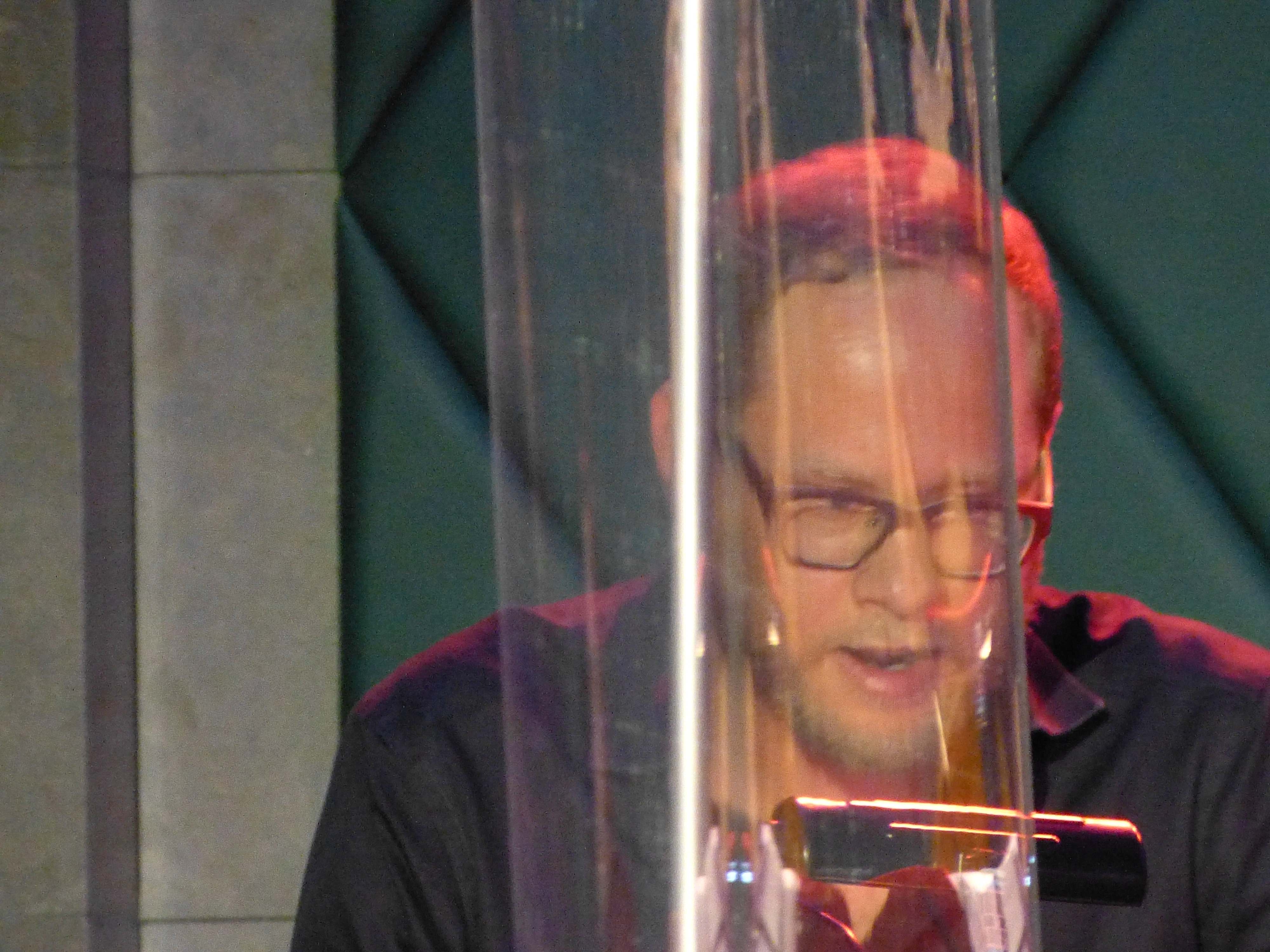
Sebastian Scobel 2020

Sebastian Scobel (* 9. Juni 1987 in Dresden) ist ein deutscher Jazzmusiker (Klavier, auch Hammond-Orgel, Synthesizer, Arrangement).

## Leben und Wirken
Scobel hatte bereits mit zehn Jahren den Berufswunsch, Jazz-Pianist zu werden. Nach erstem Unterricht in klassischem Klavier und Kammermusik am Heinrich-Schütz-Konservatorium Dresden wurde er ab 2003 auf dem Sächsischen Landesgymnasium für Musik in den Fächern Klassisches und Jazz-Klavier ausgebildet. Zwischen 2006 und 2010 war er Pianist im Landesjugendjazzorchester Sachsen, arbeitete daneben aber auch als Solopianist mit den Dresdner Sinfonikern. Von 2009 bis 2013 studierte er Jazzpiano und Arrangement bei Hubert Nuss, Joachim Ullrich, Florian Ross und Sebastian Sternal in Köln. Als Mitglied des Bundesjazzorchesters tourte er mit dem Ensemble in den USA.
Derzeit (Stand 2023) arbeitet er im Filippa Gojo Quartett, dem Trio Scobel-Kühnemann-Sauerborn, dem Mengamo Trio, dem Quintett von Christine Corvisier, dem Quartett von Tamara Lukasheva und dem Subway Jazz Orchestra. Auch hat er Patricia Kelly auf ihrem Album Grace & Kelly begleitet. Seit April 2023 ist Sebastian Scobel festes Mitglied der hr-Bigband.

## Preise und Auszeichnungen
Scobel nahm 2003 am Bundeswettbewerb Jugend musiziert für Kammermusik mit „sehr gutem Erfolg“ teil. 2006 war er Erster Preisträger beim Landeswettbewerb „Jugend jazzt“, im Folgejahr Solopreisträger der Bundesbegegnung „Jugend jazzt“; 2009 gewann er den Hauptpreis mit flaura & phona. 2013 belegte er den ersten Platz beim „Steinway Förderpreis Jazz NRW“ in Düsseldorf. Mit dem Filippa Gojo Quartett hat er den Neuen Deutschen Jazzpreis 2015 und mit dem Tamara Lukasheva Quartett den Neuen Deutschen Jazzpreis 2017 gewonnen. Im Duo Bayer//Scobel mit der Trompeterin Heidi Bayer errang er 2018 den Folkwang Jazz Preis.

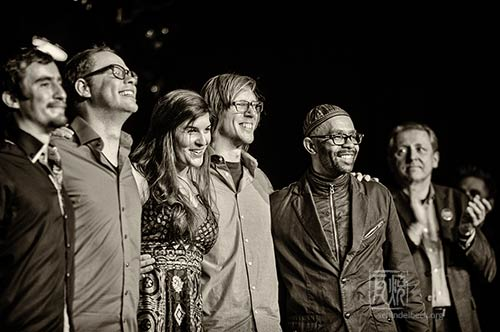
Sebastian Scobel (2. von links) bei der Verleihung des Neuen Deutschen Jazzpreises 2015

## Diskographische Hinweise
- flaura & phona Magisches U (Eigenvertrieb, 2009, mit Samuel Dobernecker, Robert Lucaciu, Philipp Scholz)
- Filippa Gojo Quartett Nahaufnahme (A-Jazz 2012, mit David Andres, Lukas Meile)
- Christine Corvisier 5tet Reconnaissance (Unit Records 2015, mit Martin Schulte, David Andres, Thomas Sauerborn)
- Tamara Lukasheva Patchwork of Time (Double Moon Records 2016, mit Jakob Kühnemann, Dominik Mahnig sowie Shannon Barnett und Liora Raps)
- Filippa Gojo Quartett Seesucht (JazzHausMusik 2017, mit David Andres, Lukas Meile)